# Száz osztrák–magyar korona (bankjegy, 1910)
Az 1910. január 2-ai dátummal nyomtatott száz koronás bankjegy (gyűjtői körökben pepita százkoronás) egy, az egykori Osztrák–Magyar Bank által kibocsátott koronabankjegy. A nagy értékű bankjegy (értéke 30,488 g színaranynak felelt meg) 1910. augusztus 22-én került forgalomba, azonban hamisítása gyorsan megindult, s oly mértékű volt, hogy hamarosan az 1912. január 2-ai keltezésű százkoronásra kellett lecserélni. A bankjegyet 1915. május 31-ig kivonták a forgalomból. A forgalomban eltöltött rövid idő és a bevonáskori viszonylag nagy vásárlóértéke miatt csak kevés példány maradt fenn, így a ritkább koronabankjegyek közé tartozik.

## Leírás

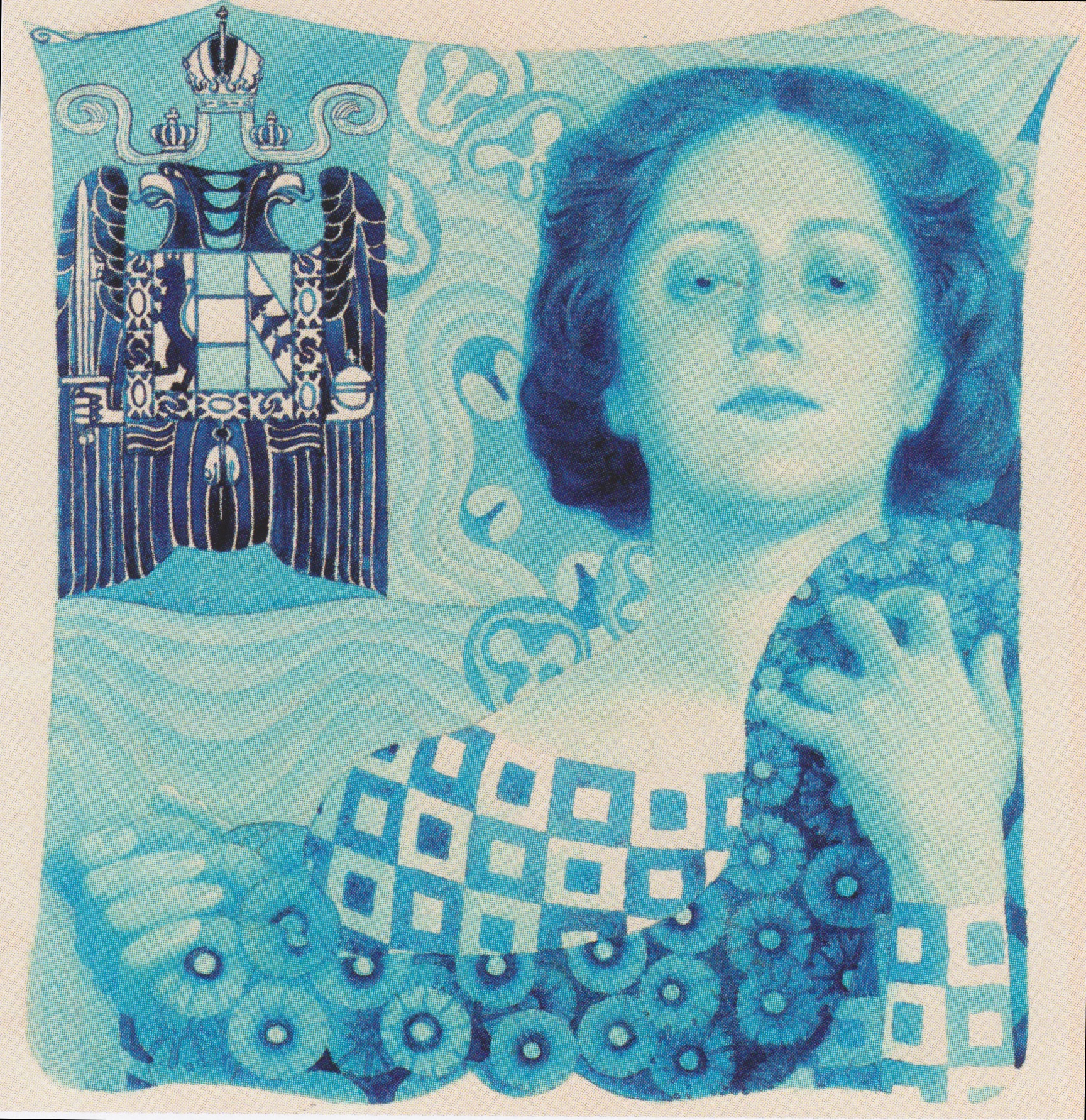
Kolo Moser portréterve a bankjegyhez (akvarell).

A bankjegy fehér színű biztonsági papírra készült, Mérete 163 × 107 mm. A bankjegyet Koloman „Kolo” Moser osztrák festőművész tervezte szecessziós stílusban. Eredeti bankjegytervek az Osztrák Nemzeti Bank (Oesterreichische Nationalbank) bécsi pénzmúzeumában találhatók.
A bankjegy osztrák és magyar oldalának főbb motívumai megegyeznek: az alapnyomatot az ismétlődő 100 értékjelzés és motívumok alkotják. Jobbra az értékjelzést is magába foglaló Guilloché-rozetták alkotta keretben virágfüzért tartó, jellegzetes pepita mintázatú ruhát viselő női modell portréja (erről kapta a bankjegy a köznapi elnevezését), valamint az osztrák császári kiscímer, illetve a magyar középcímer látható.
Az osztrák oldalon jobboldalt egymás alatt rendre a kibocsátási záradék: DIE OESTERREICHISCH:UNGARISCHE BANK ZAHLT   GEGEN DIESE BANKNOTE BEI IHREN HAUPTANSTALTEN   IN WIEN UND BUDAPEST SOFORT AUF VERLANGEN   HUNDERT   KRONEN   IN GESETZLICHEM METALLGELDE; a keltezés: WIEN 2. JÄNNER 1910.; a kibocsátó megnevezése: OESTERREICHISCH:   UNGARISCHE BANK; a hitelesítő aláírások; a SERIE felirat és az négyjegyű sorozatszám; a büntetési záradék: DIE NACHMACHUNG DER BANKNOTEN   WIRD GESETZLICH BESTRAFT; végül a cseh, lengyel, szlovén, horvát, ukrán, szerb, olasz és román nyelvű értékjelzések: STO KORUN · STO KORON · STO KRON   STO KRUNA · СТО КОРОН · СТО КРУНА   CENTO CORONE · UNA SUTA COROANE szerepelnek.
A magyar oldalon jobboldalt egymás alatt rendre a kibocsátási záradék: AZ OSZTRÁK:MAGYAR BANK E BANKJEGYÉRT BÁRKI KÍVÁNSÁGÁRA AZONNAL FIZET BÉCSI ÉS BUDAPESTI FŐINTÉZETEINÉL SZÁZ KORONA TÖRVÉNYES ÉRCZPÉNZT; a keltezés: BÉCS 1910 JANUÁR 2-ÁN; a kibocsátó megnevezése: OSZTRÁK:MAGYAR BANK; a hitelesítő aláírások; az ötjegyű sorszám és a × SZÁM × felirat; végül a büntetési záradék: A BANKJEGYEK UTÁNZÁSA A TÖRVÉNY SZERINT BÜNTETTETIK szerepel.

## Biztonsági elemek
- mélynyomtatás

## Előállítás
A bankjegyet a bécsi pénzjegynyomdában állították elő. Az alapnyomat síknyomó eljárással, a hangsúlyos motívumok metszetmélynyomtatással készültek. Az előállított mennyiségről nincs adat.

## Hamisítás
A bankjegy megjelenése után nem sokkal prágai hamisítók kiváló minőségű utánzatokat állítottak elő nyomdai úton.